# Fundación Simons
La Fundación Simons es una fundación privada establecida en 1994 por Marilyn y James Harris Simons con oficinas en la ciudad de Nueva York. La fundación financia investigaciones en matemáticas y ciencias básicas. 
La fundación otorga subvenciones en "cuatro áreas programáticas: matemáticas y ciencias físicas; ciencias de la vida; investigación sobre el autismo; educación y divulgación". En 2016, la fundación lanzó el Flatiron Institute, una entidad de investigación académica multidisciplinaria centrada en la computación.
La fundación también financia dos publicaciones en línea editorialmente independientes: Quanta Magazine y Spectrum. Quanta informa sobre desarrollos en matemáticas, física teórica, informática teórica y ciencias de la vida básicas. Spectrum ofrece noticias y análisis de los avances en la investigación del autismo.

## Premios de investigación Simons
La Fundación Simons financia el programa Simons Investigators que "proporciona una base estable de apoyo para científicos sobresalientes, permitiéndoles realizar un estudio a largo plazo sobre preguntas fundamentales".
Los investigadores de Simons están nominados por universidades elegibles en los Estados Unidos, Canadá, Reino Unido e Irlanda. Los premios se otorgan en las categorías de matemáticas, física, astrofísica, teorética de las ciencias de la computación, modelado matemático de sistemas vivos (MMLS) y matemáticas + X.
Los investigadores ganadores reciben apoyo de investigación de $ 100,000 USD por año, durante cinco años.
| Año  | Categoría                                   | Awardee              | Institución                                |
| ---- | ------------------------------------------- | -------------------- | ------------------------------------------ |
| 2017 | Matemáticas                                 | Simon Brendle        | Universidad de Columbia                    |
| 2017 | Matemáticas                                 | Ludmil Katzarkov     | Universidad de Miami                       |
| 2017 | Matemáticas                                 | Igor Rodnianski      | Universidad de Princeton                   |
| 2017 | Matemáticas                                 | Allan Sly            | Universidad de California                  |
| 2017 | Física                                      | Nigel Cooper         | Universidad de Cambridge                   |
| 2017 | Física                                      | Steven Gubser        | Universidad de Princeton                   |
| 2017 | Física                                      | Shamit Kachru        | Universidad Stanford                       |
| 2017 | Física                                      | Anders Sandvik       | Universidad de Boston                      |
| 2017 | Física                                      | Eva Silverstein      | Universidad Stanford                       |
| 2017 | Astrofísica                                 | Eve Ostriker         | Universidad de Princeton                   |
| 2017 | Astrofísica                                 | Wayne Hu             | Universidad de Chicago                     |
| 2017 | Teorética de las Ciencias de la Computación | Scott Aaronson       | Universidad de Texas en Austin             |
| 2017 | Teorética de las Ciencias de la Computación | Boaz Barak           | Universidad de Harvard                     |
| 2017 | Teorética de las Ciencias de la Computación | James R. Lee         | Universidad de Washington                  |
| 2017 | Modelado matemático de sistemas vivos       | Arvind Murugan       | Universidad de Chicago                     |
| 2017 | Modelado matemático de sistemas vivos       | David Schwab         | Universidad del Noroeste                   |
| 2017 | Modelado matemático de sistemas vivos       | Aryeh Warmflash      | Universidad Rice                           |
| 2017 | Modelado matemático de sistemas vivos       | Daniel Weissman      | Universidad Emory                          |
| 2017 | Math+X                                      | Andrea Bertozzi      | Universidad de California, Los Ángeles     |
| 2017 | Math+X                                      | Amit Singer          | Universidad de Princeton                   |
| 2016 | Matemáticas                                 | Vladimir Markovic    | California Institute of Technology         |
| 2016 | Matemáticas                                 | James McKernan       | Universidad de California, San Diego       |
| 2016 | Matemáticas                                 | Bjorn Poonen         | Massachusetts Institute of Technology      |
| 2016 | Física                                      | Mina Aganagic        | Universidad de California, Berkeley        |
| 2016 | Física                                      | Andrea Alù           | Universidad de Texas en Austin             |
| 2016 | Física                                      | Andrei Beloborodov   | Universidad de Columbia                    |
| 2016 | Física                                      | B. Andrei Bernevig   | Universidad de Princeton                   |
| 2016 | Física                                      | Garnet Chan          | California Institute of Technology         |
| 2016 | Física                                      | Daniel Eisenstein    | Universidad de Harvard                     |
| 2016 | Física                                      | Anton Kapustin       | California Institute of Technology         |
| 2016 | Teorética de las Ciencias de la Computación | Madhu Sudan          | Universidad de Harvard                     |
| 2016 | Teorética de las Ciencias de la Computación | David Zuckerman      | Universidad de Texas en Austin             |
| 2016 | Modelado matemático de sistemas vivos       | Surya Ganguli        | Universidad Stanford                       |
| 2016 | Modelado matemático de sistemas vivos       | Kirill Korolev       | Universidad de Boston                      |
| 2016 | Modelado matemático de sistemas vivos       | Madhav Mani          | Universidad del Noroeste                   |
| 2016 | Modelado matemático de sistemas vivos       | M. Lisa Manning      | Syracuse University                        |
| 2016 | Math+X                                      | Ingrid Daubechies    | Duke University                            |
| 2015 | Matemáticas                                 | Ian Agol             | Universidad de California, Berkeley        |
| 2015 | Matemáticas                                 | Ben Green            | University of Oxford                       |
| 2015 | Matemáticas                                 | Raphaël Rouquier     | Universidad de California, Los Ángeles     |
| 2015 | Matemáticas                                 | Christopher Skinner  | Universidad de Princeton                   |
| 2015 | Teorética de las Ciencias de la Computación | Dan Boneh            | Universidad Stanford                       |
| 2015 | Teorética de las Ciencias de la Computación | Subhash Khot         | New York University                        |
| 2015 | Teorética de las Ciencias de la Computación | Christopher Umans    | California Institute of Technology         |
| 2015 | Física                                      | Jonathan Feng        | Universidad de California, Irvine          |
| 2015 | Física                                      | Alexei Kitaev        | California Institute of Technology         |
| 2015 | Física                                      | Andrea Liu           | Universidad de Pensilvania                 |
| 2015 | Física                                      | Mark Van Raamsdonk   | University of British Columbia             |
| 2015 | Física                                      | Ashvin Vishwanath    | Universidad de Harvard                     |
| 2015 | Física                                      | Anastasia Volovich   | Brown University                           |
| 2015 | Física                                      | Matthieu Wyart       | Universidad de Nueva York                  |
| 2015 | Modelado matemático de sistemas vivos       | Michael Desai        | Universidad de Harvard                     |
| 2015 | Modelado matemático de sistemas vivos       | Andrew Mugler        | Purdue University                          |
| 2015 | Modelado matemático de sistemas vivos       | James O’Dwyer        | University of Illinois at Urbana-Champaign |
| 2015 | Math+X                                      | Michael Weinstein    | Universidad de Columbia                    |
| 2014 | Matemáticas                                 | Alex Eskin           | Universidad de Chicago                     |
| 2014 | Matemáticas                                 | Larry Guth           | Massachusetts Institute of Technology      |
| 2014 | Matemáticas                                 | Richard Kenyon       | Brown University                           |
| 2014 | Matemáticas                                 | Andrei Okounkov      | Universidad de Columbia                    |
| 2014 | Teorética de las Ciencias de la Computación | Moses Charikar       | Universidad de Princeton                   |
| 2014 | Teorética de las Ciencias de la Computación | Shang-Hua Teng       | University of Southern California          |
| 2014 | Física                                      | Patrick Hayden       | Universidad Stanford                       |
| 2014 | Física                                      | Marc Kamionkowski    | The Johns Hopkins University               |
| 2014 | Física                                      | Leo Radzihovsky      | University of Colorado at Boulder          |
| 2014 | Física                                      | Rachel Somerville    | Rutgers University                         |
| 2014 | Física                                      | Anatoly Spitkovsky   | Universidad de Princeton                   |
| 2014 | Física                                      | Iain Stewart         | Massachusetts Institute of Technology      |
| 2014 | Modelado matemático de sistemas vivos       | Paul François        | McGill University                          |
| 2014 | Modelado matemático de sistemas vivos       | Oskar Hallatschek    | Universidad de California, Berkeley        |
| 2014 | Modelado matemático de sistemas vivos       | Pankaj Mehta         | Universidad de Boston                      |
| 2014 | Modelado matemático de sistemas vivos       | Olga Zhaxybayeva     | Dartmouth College                          |
| 2013 | Matemáticas                                 | Ngô Bảo Châu         | Universidad de Chicago                     |
| 2013 | Matemáticas                                 | Maryam Mirzakhani    | Universidad Stanford                       |
| 2013 | Matemáticas                                 | Kannan Soundararajan | Universidad Stanford                       |
| 2013 | Matemáticas                                 | Daniel Tătaru        | Universidad de California, Berkeley        |
| 2013 | Ciencias de la Computación                  | Rajeev Alur          | Universidad de Pensilvania                 |
| 2013 | Ciencias de la Computación                  | Piotr Indyk          | Massachusetts Institute of Technology      |
| 2013 | Ciencias de la Computación                  | Salil Vadhan         | Universidad de Harvard                     |
| 2013 | Física                                      | Victor Galitski      | The University of Maryland                 |
| 2013 | Física                                      | Randall Kamien       | Universidad de Pensilvania                 |
| 2013 | Física                                      | Joel Moore           | Universidad de California, Berkeley        |
| 2013 | Física                                      | Đàm Thanh Sơn        | Universidad de Chicago                     |
| 2013 | Física                                      | Senthil Todadri      | Massachusetts Institute of Technology      |
| 2013 | Física                                      | Xi Yin               | Universidad de Harvard                     |
| 2012 | Matemáticas                                 | Manjul Bhargava      | Universidad de Princeton                   |
| 2012 | Matemáticas                                 | Alice Guionnet       | Massachusetts Institute of Technology      |
| 2012 | Matemáticas                                 | Christopher Hacon    | The University of Utah                     |
| 2012 | Matemáticas                                 | Paul Seidel          | Massachusetts Institute of Technology      |
| 2012 | Matemáticas                                 | Amit Singer          | Universidad de Princeton                   |
| 2012 | Matemáticas                                 | Terence Tao          | Universidad de California, Los Ángeles     |
| 2012 | Matemáticas                                 | Horng-Tzer Yau       | Universidad de Harvard                     |
| 2012 | Ciencias de la Computación                  | Sanjeev Arora        | Universidad de Princeton                   |
| 2012 | Ciencias de la Computación                  | Shafrira Goldwasser  | Massachusetts Institute of Technology      |
| 2012 | Ciencias de la Computación                  | Russell Impagliazzo  | Universidad de California, San Diego       |
| 2012 | Ciencias de la Computación                  | Jon Kleinberg        | Cornell University                         |
| 2012 | Ciencias de la Computación                  | Daniel Spielman      | Yale University                            |
| 2012 | Física                                      | Igor Aleiner         | Universidad de Columbia                    |
| 2012 | Física                                      | Michael Brenner      | Universidad de Harvard                     |
| 2012 | Física                                      | Sharon Glotzer       | Universidad de Míchigan                    |
| 2012 | Física                                      | Matthew Hastings     | Duke University                            |
| 2012 | Física                                      | Chris Hirata         | California Institute of Technology         |
| 2012 | Física                                      | Charles Kane         | Universidad de Pensilvania                 |
| 2012 | Física                                      | Hirosi Ooguri        | California Institute of Technology         |
| 2012 | Física                                      | Frans Pretorius      | Universidad de Princeton                   |
| 2012 | Física                                      | Eliot Quataert       | Universidad de California, Berkeley        |

## Membresía en la Iniciativa BRAIN de la Casa Blanca
A partir de diciembre de 2018, la Fundación Simons figura como miembro de la alianza de la Iniciativa BRAIN de la Casa Blanca.
La Colaboración Simons en el Cerebro Global (Simons Collaboration on the Global Brain, SCGB) está trabajando para comprender los procesos internos subyacentes a la cognición.